# Closteromerus ditylus
Closteromerus ditylus är en skalbaggsart som beskrevs av Karl Adlbauer 2000. Closteromerus ditylus ingår i släktet Closteromerus och familjen långhorningar.
Artens utbredningsområde är Swaziland. Inga underarter finns listade i Catalogue of Life.